# Tornei di tennis femminili nel 1954
Prima della nascita del WTA Tour, ossia l'apertura alle tenniste professioniste dei tornei che prima di quell'anno erano riservati alle tenniste dilettanti, tutti gli eventi più importanti erano amatoriali, tra questi c'erano i tornei del Grande Slam: gli Australian Championships, gli Internazionali di Francia, il Torneo di Wimbledon e gli U.S. National Championships.

## Gennaio
| Settimana  | Torneo                                                                               | Vincitore                                       | Finalista                               | Semifinalisti | Eliminati ai quarti |
| ---------- | ------------------------------------------------------------------------------------ | ----------------------------------------------- | --------------------------------------- | ------------- | ------------------- |
| 8 gennaio  | South Australian Championships 1954 Adelaide, Australia Singolare - Doppio           | Jennifer Staley Hoad 6-4 4-6 6-4                | Helen Angwin                            |               |                     |
| 8 gennaio  | South Australian Championships 1954 Adelaide, Australia Singolare - Doppio           | Loris Nichols Norma Ellis 6-1 9-7               | Gwen Thiele Helen Angwin                |               |                     |
| 8 gennaio  | South Australian Championships 1954 Adelaide, Australia Singolare - Doppio           | Doppio misto: John Hann Gwen Thiele 6-1 4-6 6-3 | John Mehaffey Helen Angwin              |               |                     |
| 9 gennaio  | Sydney Manly Seaside Championships 1954 Sydney, Australia Singolare - Doppio         | Beryl Penrose Collier 9-7 7-5                   | Thelma Coyne                            |               |                     |
| 9 gennaio  | Sydney Manly Seaside Championships 1954 Sydney, Australia Singolare - Doppio         | Alison Hattersley Esme Ashford 6-3 6-2          | Beryl Penrose Collier Mary Bevis-Hawton |               |                     |
| 9 gennaio  | Sydney Manly Seaside Championships 1954 Sydney, Australia Singolare - Doppio         | Doppio misto: Thelma Long George Worthington    | Dorn Fogarty Max Anderson               |               |                     |
| 9 gennaio  | Dixie Championships 1954 Tampa, USA Singolare - Doppio                               | Laura Lou Jahn Kunnen 6-0 6-3                   | Evelyn Cowan                            |               |                     |
| 9 gennaio  | Dixie Championships 1954 Tampa, USA Singolare - Doppio                               | Evelyn Cowan Louise Fowler 7-5 9-7              | Julianna Copeland Sara Mae Turber       |               |                     |
| 16 gennaio | New Zealand Championships 1954 Auckland, Nuova Zelanda Singolare - Doppio            | Judy Burke 6-2 6-4                              | Pat Nettleton                           |               |                     |
| 16 gennaio | New Zealand Championships 1954 Auckland, Nuova Zelanda Singolare - Doppio            | Judy Burke Elaine Becroft 6-0 6-4               | Cecily Neave Margaret Rennie            |               |                     |
| 16 gennaio | New Zealand Championships 1954 Auckland, Nuova Zelanda Singolare - Doppio            | Doppio misto: Elaine Becroft Jeff Barry 6-3 6-3 | Judy Burke Mark Otway                   |               |                     |
| 16 gennaio | Cumberland Championships 1954 Sydney, Australia Singolare - Doppio                   | Beryl Penrose Collier 6-3 3-6 6-1               | Barbara Warby                           |               |                     |
| 16 gennaio | Cumberland Championships 1954 Sydney, Australia Singolare - Doppio                   |                                                 |                                         |               |                     |
| 31 gennaio | Scandanavian Covered Court Championships 1954 Helsinki, Finlandia Singolare - Doppio | Angela Mortimer 6-4 6-2                         | Marie Arni                              |               |                     |
| 31 gennaio | Scandanavian Covered Court Championships 1954 Helsinki, Finlandia Singolare - Doppio | Angela Mortimer Anne Shilcock 6-2 6-2           | Marie Arni E. Hirn                      |               |                     |
| 31 gennaio | Australian Championships 1954 Sydney, Australia Singolare - Doppio                   | Thelma Coyne 6-3 6-4                            | Jennifer Staley Hoad                    |               |                     |
| 31 gennaio | Australian Championships 1954 Sydney, Australia Singolare - Doppio                   | Mary Bevis Hawton Thelma Coyne Long 6-3, 8-6    | Hazel Redick-Smith Julia Wipplinger     |               |                     |

## Febbraio
| Settimana   | Torneo                                                                                  | Vincitore                                         | Finalista                              | Semifinalisti | Eliminati ai quarti |
| ----------- | --------------------------------------------------------------------------------------- | ------------------------------------------------- | -------------------------------------- | ------------- | ------------------- |
| 14 febbraio | Franch Covered Court Championships 1954 Parigi, Francia Singolare - Doppio              | Maud Galtier 6-3 6-4                              | Jacqueline Kermina                     |               |                     |
| 14 febbraio | Franch Covered Court Championships 1954 Parigi, Francia Singolare - Doppio              | Susan Partridge Anne Shilcock 6-4 6-0             | Shirley Bloomer-Brasher Pat Ward-Hales |               |                     |
| 14 febbraio | Franch Covered Court Championships 1954 Parigi, Francia Singolare - Doppio              | Doppio misto: Anne Shilcock Marcel Bernard        | Pat Ward-Hales Jean Borotra            |               |                     |
| 15 febbraio | Asian Championships 1954 Manila, Filippine Singolare - Doppio                           | Sachiko Kamo 6-2 6-4                              | Desideria Ampon                        |               |                     |
| 15 febbraio | Asian Championships 1954 Manila, Filippine Singolare - Doppio                           | Sachiko Kamo Catherine Checkett 6-2 6-4           | Desideria Ampon Mary Lou Ang           |               |                     |
| 15 febbraio | Asian Championships 1954 Manila, Filippine Singolare - Doppio                           | Doppio misto: Juan Jose Sachiko Kamo 6-4 6-2      | Desideria Ampon Sam Ang                |               |                     |
| 21 febbraio | University of Miami Championships 1954 Coral Gables, USA Terra rossa Singolare - Doppio | Doris Hart 6-3 6-4                                | Joan Merciadis                         |               |                     |
| 21 febbraio | University of Miami Championships 1954 Coral Gables, USA Terra rossa Singolare - Doppio | Doris Hart Karol Fageros 6-1 6-1                  | Julianna Copeland Hannah Sladek        |               |                     |
| 28 febbraio | Miami Invitational 1954 Miami, USA Singolare - Doppio                                   | Doris Hart 6-2 6-2                                | Joan Merciadis                         |               |                     |
| 28 febbraio | Miami Invitational 1954 Miami, USA Singolare - Doppio                                   |                                                   |                                        |               |                     |
| 28 febbraio | Miami Invitational 1954 Miami, USA Singolare - Doppio                                   | Doppio misto: Doris Hart Tony Vincent 2-6 6-2 6-0 | Hannah Sladek Robert Bedard            |               |                     |

## Marzo
| Settimana | Torneo                                                                                               | Vincitore                                                     | Finalista                             | Semifinalisti | Eliminati ai quarti |
| --------- | --- | ------------------------------------------------------------- | ------------------------------------- | ------------- | ------------------- |
| 7 marzo   | Queensland Bay Championships 1954 Redcliffe, Australia Singolare - Doppio                            | Fay Muller 6-2 2-6 6-2                                        | Daphnee Seeney Fancutt                |               |                     |
| 7 marzo   | Queensland Bay Championships 1954 Redcliffe, Australia Singolare - Doppio                            |                                                               |                                       |               |                     |
| 8 marzo   | Caribbean Invitation 1954 Montego Bay, Giamaica Singolare - Doppio                                   | Shirley Fry 6-2 7-9 6-4                                       | Betty Rosenquest Pratt                |               |                     |
| 8 marzo   | Caribbean Invitation 1954 Montego Bay, Giamaica Singolare - Doppio                                   | Joy Mottram Helen Fletcher 6-4 6-2                            | Shirley Fry Betty Rosenquest Pratt    |               |                     |
| 8 marzo   | Caribbean Invitation 1954 Montego Bay, Giamaica Singolare - Doppio                                   | Doppio misto: Torneo non terminato                            |                                       |               |                     |
| 14 marzo  | Egyptian International Cairo Championships 1954 Cairo, Egitto Singolare - Doppio                     | Totta Zehden 6-3 6-3                                          | Betsy Abbas                           |               |                     |
| 14 marzo  | Egyptian International Cairo Championships 1954 Cairo, Egitto Singolare - Doppio                     | Betsy Venter Abbas J. Sideratos 6-4 6-3                       | Esther Saul Kypreou                   |               |                     |
| 14 marzo  | Egyptian International Cairo Championships 1954 Cairo, Egitto Singolare - Doppio                     | Doppio misto: Betsy Venter Abbas Mohamed Badr-el-Din walkover | Suzanne Mathieu Pietro de Zogheb      |               |                     |
| 14 marzo  | Torneo di La Jolla 1954 La Jolla, USA Singolare - Doppio                                             | Beverly Baker-Fleitz 6-0 6-4                                  | Helen Pastall Perez                   |               |                     |
| 14 marzo  | Torneo di La Jolla 1954 La Jolla, USA Singolare - Doppio                                             | Louise Brough Margaret duPont 6-1 6-3                         | Julia Sampson Gracyn Wheeler Kelleher |               |                     |
| 14 marzo  | Torneo di La Jolla 1954 La Jolla, USA Singolare - Doppio                                             | Doppio misto: Margaret duPont Clyde Hippenstiel 6-2 9-7       | Louise Brough Bobby Perez             |               |                     |
| 14 marzo  | Cannes Championships 1954 Cannes, Francia Singolare - Doppio                                         | Shirley Bloomer-Brasher 4-6 7-5 6-0                           | Joan Curry                            |               |                     |
| 14 marzo  | Cannes Championships 1954 Cannes, Francia Singolare - Doppio                                         | Shirley Bloomer-Brasher Joan Curry 6-2 3-6 6-2                | Elaine Watson Sheila Colebrooke       |               |                     |
| 14 marzo  | Cannes Championships 1954 Cannes, Francia Singolare - Doppio                                         | Doppio misto: Joan Curry Gerry Oakley 6-1 8-6                 | Shirley Bloomer-Brasher Don Black     |               |                     |
| 21 marzo  | Riviera Championships 1954 Mentone, Francia Singolare - Doppio                                       | Joan Curry 6-3 6-4                                            | Shirley Bloomer-Brasher               |               |                     |
| 21 marzo  | Riviera Championships 1954 Mentone, Francia Singolare - Doppio                                       | Joan Curry Shirley Bloomer-Brasher 6-1 6-3                    | Nicla Migliori Erika Vollmer          |               |                     |
| 21 marzo  | Riviera Championships 1954 Mentone, Francia Singolare - Doppio                                       | Doppio misto: Nicla Migliori Orlando Sirola 6-3 6-4           | Shirley Bloomer-Brasher Gerry Oakley  |               |                     |
| 21 marzo  | Everglades Invitation 1954 Palm Beach, USA Singolare - Doppio                                        | Doris Hart 6-4 3-6 11-9                                       | Shirley Fry                           |               |                     |
| 21 marzo  | Everglades Invitation 1954 Palm Beach, USA Singolare - Doppio                                        |                                                               |                                       |               |                     |
| 22 marzo  | New South Wales Hard Court Championships 1954 Dubbo, Australia Singolare - Doppio                    | Beryl Penrose Collier 6-4 6-2                                 | Gwen Bryant                           |               |                     |
| 22 marzo  | New South Wales Hard Court Championships 1954 Dubbo, Australia Singolare - Doppio                    |                                                               |                                       |               |                     |
| 25 marzo  | US Indoors 1954 Boston, USA Singolare - Doppio                                                       | Dorothy Levine 6-1 6-1                                        | Lois Felix                            |               |                     |
| 25 marzo  | US Indoors 1954 Boston, USA Singolare - Doppio                                                       | Pat Ward-Hales Dorothy Levine 6-2 6-0                         | Lois Felix Katharine Hubbell          |               |                     |
| 28 marzo  | Egyptian International Alexandria Championships 1954 Alessandria d'Egitto, Egitto Singolare - Doppio | Betsy Abbas 4-6 6-2 6-3                                       | Totta Zehden                          |               |                     |
| 28 marzo  | Egyptian International Alexandria Championships 1954 Alessandria d'Egitto, Egitto Singolare - Doppio | Pat Ward-Hales Betsy Venter Abbas 6-2 6-2                     | Totta Zehden Mary Kay Morris          |               |                     |
| 28 marzo  | Egyptian International Alexandria Championships 1954 Alessandria d'Egitto, Egitto Singolare - Doppio | Doppio misto: Betsy Venter Abbas Enrique Morea 6-1 3-6 6-1    | Pat Ward-Hales Jack Arkinstall        |               |                     |
| 28 marzo  | Gallia Club Championships 1954 Cannes, Francia Singolare - Doppio                                    | Joan Curry 6-2 10-8                                           | Elaine Watson                         |               |                     |
| 28 marzo  | Gallia Club Championships 1954 Cannes, Francia Singolare - Doppio                                    | Shirley Bloomer-Brasher Joan Curry 6-3 4-6 6-4                | Erika Vollmer Nicla Migliori          |               |                     |
| 28 marzo  | Good Neighbor Tournament 1954 Miami Beach, USA Singolare - Doppio                                    | Doris Hart 6-4 6-4                                            | Helen Fletcher                        |               |                     |
| 28 marzo  | Good Neighbor Tournament 1954 Miami Beach, USA Singolare - Doppio                                    | Doris Hart Shirley Fry 6-0 5-7 6-3                            | Helen Fletcher Joy Mottram            |               |                     |
| 28 marzo  | Good Neighbor Tournament 1954 Miami Beach, USA Singolare - Doppio                                    | Doppio misto: Torneo non completato                           |                                       |               |                     |

## Aprile
| Settimana | Torneo                                                                                  | Vincitore                                                       | Finalista                                | Semifinalisti | Eliminati ai quarti |
| --------- | --------------------------------------------------------------------------------------- | --------------------------------------------------------------- | ---------------------------------------- | ------------- | ------------------- |
| 19 aprile | South African Championships 1954 Johannesburg, Sudafrica Singolare - Doppio             | Hazel Redick-Smith 4-6 6-3 6-3                                  | Gwendy Love                              |               |                     |
| 19 aprile | South African Championships 1954 Johannesburg, Sudafrica Singolare - Doppio             | Ruth Stevens Thea Hale 6-2 3-6 9-7                              | Hazel Redick-Smith Julia Wipplinger      |               |                     |
| 19 aprile | South African Championships 1954 Johannesburg, Sudafrica Singolare - Doppio             | Doppio misto: Hazel Redick-Smith Russell Seymour walkover       | Julia Wipplinger Abe Segal               |               |                     |
| 5 aprile  | Caribe Hilton Championships 1954 San Juan, Porto Rico Singolare - Doppio                | Shirley Fry 6-2 6-3                                             | Doris Hart                               |               |                     |
| 5 aprile  | Caribe Hilton Championships 1954 San Juan, Porto Rico Singolare - Doppio                | Doris Hart Shirley Fry 6-4 6-2                                  | Betty Rosenquest Pratt Baba Madden Lewis |               |                     |
| 5 aprile  | Caribe Hilton Championships 1954 San Juan, Porto Rico Singolare - Doppio                | Doppio misto: Shirley Fry Gardnar Mulloy 4-6 6-3 6-4            | Doris Hart Vic Seixas                    |               |                     |
| 10 aprile | Australian Hard Court Championships 1954 Brisbane, Australia Singolare - Doppio         | Jennifer Staley Hoad 3-6 6-0 6-4                                | Beryl Penrose Collier                    |               |                     |
| 10 aprile | Australian Hard Court Championships 1954 Brisbane, Australia Singolare - Doppio         |                                                                 |                                          |               |                     |
| 10 aprile | Australian Hard Court Championships 1954 Brisbane, Australia Singolare - Doppio         | Doppio misto: Beryl Penrose Collier George Worthington 9-7 11-9 | Mary Carter-Reitano Neale Fraser         |               |                     |
| 10 aprile | Roehampton Hard Court Championships 1954 Roehampton, Gran Bretagna Singolare - Doppio   | Angela Mortimer 6-2 6-2                                         | Woodgate                                 |               |                     |
| 10 aprile | Roehampton Hard Court Championships 1954 Roehampton, Gran Bretagna Singolare - Doppio   | Angela Mortimer Anne Shilcock 6-1 3-6 6-2                       | Lorna Cawthorn Mary Harris               |               |                     |
| 10 aprile | Italian Riviera Championships 1954 San Remo, Italia Singolare - Doppio                  | Silvana Lazzarino 6-4 6-1                                       | Totta Zehden                             |               |                     |
| 10 aprile | Italian Riviera Championships 1954 San Remo, Italia Singolare - Doppio                  |                                                                 |                                          |               |                     |
| 10 aprile | Italian Riviera Championships 1954 San Remo, Italia Singolare - Doppio                  | Doppio misto: Doreen Spiers Andres Hammersley 6-4 1-6 7-5       | Elaine Watson Horst Hermann              |               |                     |
| 11 aprile | Eastern Suburb Hard Courts Championships 1954 Sydney, Australia Singolare - Doppio      | Mary Carter-Reitano 6-3 7-5                                     | Kay Newcombe                             |               |                     |
| 11 aprile | Eastern Suburb Hard Courts Championships 1954 Sydney, Australia Singolare - Doppio      |                                                                 |                                          |               |                     |
| 17 aprile | Cumberland Hard Court Championships 1954 Cumberland, Gran Bretagna Singolare - Doppio   | Angela Buxton 6-4 6-0                                           | Lorna Cawthorn                           |               |                     |
| 17 aprile | Cumberland Hard Court Championships 1954 Cumberland, Gran Bretagna Singolare - Doppio   | Lorna Cawthorn Pat Hird 4-6 6-4 6-3                             | Molly Blair Bea Walter                   |               |                     |
| 17 aprile | Cumberland Hard Court Championships 1954 Cumberland, Gran Bretagna Singolare - Doppio   | Doppio misto: Bea Walter Mark Otway 5-7 8-6 7-5                 | Pat Hird I. Warwick                      |               |                     |
| 18 aprile | Monte Carlo Cup 1954 Monte Carlo, Monte Carlo Singolare - Doppio                        | Silvana Lazzarino 3-6 6-2 6-4                                   | Jacqueline Kermina                       |               |                     |
| 18 aprile | Monte Carlo Cup 1954 Monte Carlo, Monte Carlo Singolare - Doppio                        | (The Iliffe Cup) Joan Curry Pat Ward-Hales 6-0 6-0              | Inge Vogler Totta Zehden                 |               |                     |
| 18 aprile | Monte Carlo Cup 1954 Monte Carlo, Monte Carlo Singolare - Doppio                        | Doppio misto: Pat Ward-Hales Vladislav Skonecki 6-3 6-2         | Josefa de Riba Henri Pellizza            |               |                     |
| 19 aprile | New England Championships 1954 Armidale, Australia Singolare - Doppio                   | Mary Bevis-Hawton 6-1 6-3                                       | M. Wilson                                |               |                     |
| 19 aprile | New England Championships 1954 Armidale, Australia Singolare - Doppio                   |                                                                 |                                          |               |                     |
| 19 aprile | Far Northern Championships 1954 Glen Innes, Australia Singolare - Doppio                | Roy 6-2 6-3                                                     | Jennifer Middleton                       |               |                     |
| 19 aprile | Far Northern Championships 1954 Glen Innes, Australia Singolare - Doppio                |                                                                 |                                          |               |                     |
| 19 aprile | Central Southern Championships 1954 Goulburn, Australia Singolare - Doppio              | Beryl Penrose Collier 7-5 3-6 6-0                               | Beth Jones                               |               |                     |
| 19 aprile | Central Southern Championships 1954 Goulburn, Australia Singolare - Doppio              |                                                                 |                                          |               |                     |
| 19 aprile | Gunnedah Championships 1954 Gunnedah, Australia Singolare - Doppio                      | Margaret Hellyer 6-1 6-0                                        | Hayes                                    |               |                     |
| 19 aprile | Gunnedah Championships 1954 Gunnedah, Australia Singolare - Doppio                      |                                                                 |                                          |               |                     |
| 19 aprile | City of Orange Championships 1954 Orange, Australia Singolare - Doppio                  | Pat Parmenter 6-3 0-6 6-4                                       | Walker                                   |               |                     |
| 19 aprile | City of Orange Championships 1954 Orange, Australia Singolare - Doppio                  |                                                                 |                                          |               |                     |
| 19 aprile | Liverpool Plains Championships 1954 Quirindi, Australia Singolare - Doppio              | Esme Ashford 5-7 6-3 6-2                                        | Betty Holstein                           |               |                     |
| 19 aprile | Liverpool Plains Championships 1954 Quirindi, Australia Singolare - Doppio              |                                                                 |                                          |               |                     |
| 19 aprile | Darling Downs Championships 1954 Toowoomba, Australia Singolare - Doppio                | Fay Muller 6-8 7-5 6-2                                          | Daphnee Seeney Fancutt                   |               |                     |
| 19 aprile | Darling Downs Championships 1954 Toowoomba, Australia Singolare - Doppio                |                                                                 |                                          |               |                     |
| 19 aprile | South Coast New South Wales Championships 1954 Wollongong, Australia Singolare - Doppio | Boland 6-2 6-2                                                  | Hellier                                  |               |                     |
| 19 aprile | South Coast New South Wales Championships 1954 Wollongong, Australia Singolare - Doppio |                                                                 |                                          |               |                     |
| 20 aprile | Tasmanian Championships 1954 Hobart, Australia Singolare - Doppio                       | Alison Burton Baker 4-6 6-3 6-2                                 | Loris Nichols                            |               |                     |
| 20 aprile | Tasmanian Championships 1954 Hobart, Australia Singolare - Doppio                       |                                                                 |                                          |               |                     |
| 20 aprile | Western Australian Championships 1954 Perth, Australia Singolare - Doppio               | Viola White 12-10 10-8                                          | June Langley                             |               |                     |
| 20 aprile | Western Australian Championships 1954 Perth, Australia Singolare - Doppio               |                                                                 |                                          |               |                     |
| 24 aprile | Rothmans Connaught Championships 1954 Chingford, Gran Bretagna Singolare - Doppio       | Leonie Brighton 7-5 6-3                                         | Jenny Middleton                          |               |                     |
| 24 aprile | Rothmans Connaught Championships 1954 Chingford, Gran Bretagna Singolare - Doppio       | Barbara Knapp Rosemary Walsh 7-5 6-2                            | Leonie Brighton J. Nilen                 |               |                     |
| 24 aprile | Rothmans Connaught Championships 1954 Chingford, Gran Bretagna Singolare - Doppio       | Doppio misto: Leonie Brighton Gerald Oakley 6-3 8-6             | Rosemary Walsh John Ward                 |               |                     |
| 24 aprile | Surrey Hard Court Championships 1954 Sutton, Gran Bretagna Singolare - Doppio           | Shirley Bloomer-Brasher 6-2 3-6 6-2                             | Angela Buxton                            |               |                     |
| 24 aprile | Surrey Hard Court Championships 1954 Sutton, Gran Bretagna Singolare - Doppio           | Joy Mottram Helen Fletcher 7-5 6-4                              | Shirley Bloomer-Brasher Yola Ramírez     |               |                     |
| 24 aprile | Surrey Hard Court Championships 1954 Sutton, Gran Bretagna Singolare - Doppio           | Doppio misto: Joy Mottram Tony Mottram 6-3 6-3                  | Rosemary Bulleid Roger Becker            |               |                     |
| 25 aprile | Nice Lawn Tennis Club Championships 1954 Nizza, Francia Singolare - Doppio              | Joan Curry 7-5 6-8 12-10                                        | Christiane Mercelis                      |               |                     |
| 25 aprile | Nice Lawn Tennis Club Championships 1954 Nizza, Francia Singolare - Doppio              | Joan Curry Audrey Bilse 6-0 6-2                                 | Christiane Mercelis Gloria Butler        |               |                     |
| 25 aprile | Nice Lawn Tennis Club Championships 1954 Nizza, Francia Singolare - Doppio              | Doppio misto: Barbara Kimbrell Basil Katz 6-4 6-3               | Christiane Mercelis Malcolm Fox          |               |                     |

## Maggio
| Settimana | Torneo                                                                                  | Vincitore                                               | Finalista                                 | Semifinalisti | Eliminati ai quarti |
| --------- | --------------------------------------------------------------------------------------- | ------------------------------------------------------- | ----------------------------------------- | ------------- | ------------------- |
| maggio    | River Plate Championships 1954 Argentina Singolare - Doppio                             | June Hanson 6-1 10-8                                    | Nora de Somoza                            |               |                     |
| maggio    | River Plate Championships 1954 Argentina Singolare - Doppio                             | Mabel Bove Graciela Lombardi 6-4 6-4                    | June Hanson Viola Livetti                 |               |                     |
| 1º maggio | British Hard Court Championships 1954 Bournemouth, Gran Bretagna Singolare - Doppio     | Doris Hart 6-1 6-3                                      | Joy Mottram                               |               |                     |
| 1º maggio | British Hard Court Championships 1954 Bournemouth, Gran Bretagna Singolare - Doppio     | Doris Hart Joy Mottram 6-3 6-1                          | Helen Fletcher Anne Shilcock              |               |                     |
| 1º maggio | British Hard Court Championships 1954 Bournemouth, Gran Bretagna Singolare - Doppio     | Doppio misto: Doris Hart Kurt Nielsen 6-1 6-1           | Jean Rinkel-Quertier John Paish           |               |                     |
| 2 maggio  | Paris International Championships 1954 Parigi, Francia Singolare - Doppio               | Nelly Adamson 6-4 3-6 6-3                               | Jacqueline Kermina                        |               |                     |
| 2 maggio  | Paris International Championships 1954 Parigi, Francia Singolare - Doppio               | Nelly Adamson Jacqueline Patorni 6-3 6-1                | Ginette Bucaille Anne-Marie Seghers       |               |                     |
| 2 maggio  | Paris International Championships 1954 Parigi, Francia Singolare - Doppio               | Doppio misto: Nelly Adamson Hal Burrows 2-6 7-5 6-4     | Josette Amouretti Henri Pellizza          |               |                     |
| 2 maggio  | Torneo di Wiesbaden 1954 Wiesbaden, Germania Singolare - Doppio                         | Maureen Connolly 6-0 6-3                                | Inge Pohmann                              |               |                     |
| 2 maggio  | Torneo di Wiesbaden 1954 Wiesbaden, Germania Singolare - Doppio                         | Inge Pohmann Joan Curry 6-3 6-1                         | Maureen Connolly Nell Hopman              |               |                     |
| 2 maggio  | Torneo di Wiesbaden 1954 Wiesbaden, Germania Singolare - Doppio                         | Doppio misto: Maureen Connolly Engelbert Koch 6-2 9-7   | Inge Pohmann Rolf Gopfert                 |               |                     |
| 8 maggio  | London Hard Court Championships 1954 Hurlingham, Gran Bretagna Singolare - Doppio       | Pat Hird 7-5 6-4                                        | Rosemary Walsh                            |               |                     |
| 8 maggio  | London Hard Court Championships 1954 Hurlingham, Gran Bretagna Singolare - Doppio       | Peggy Dawson-Scott Bea Walter 4-6 6-1 8-6               | Mary Harris Wilson                        |               |                     |
| 8 maggio  | London Hard Court Championships 1954 Hurlingham, Gran Bretagna Singolare - Doppio       | Doppio misto: Pat Hird Bob Howe 6-1 6-1                 | Rosemary Walsh John Ward                  |               |                     |
| 8 maggio  | Internazionali d'Italia 1954 Roma, Italia Singolare - Doppio                            | Maureen Connolly 6-3 6-0                                | Pat Ward-Hales                            |               |                     |
| 8 maggio  | Internazionali d'Italia 1954 Roma, Italia Singolare - Doppio                            | Pat Ward Elaine Watson 3-6 6-3 6-4                      | Nelly Adamson Ginette Bucaille            |               |                     |
| 8 maggio  | Shirley Park Hard Court Championships 1954 Croydon, Gran Bretagna Singolare - Doppio    | Doris Hart 3-6 6-1 6-2                                  | Shirley Bloomer                           |               |                     |
| 8 maggio  | Shirley Park Hard Court Championships 1954 Croydon, Gran Bretagna Singolare - Doppio    | Doris Hart Shirley Bloomer-Brasher 6-2 6-2              | Anne Shilcock Pat Harrison                |               |                     |
| 8 maggio  | Shirley Park Hard Court Championships 1954 Croydon, Gran Bretagna Singolare - Doppio    | Doppio misto: Doris Hart Roger Becker 6-0 6-3           | Shirley Bloomer-Brasher Ignacy Tloczynski |               |                     |
| 15 maggio | Ulster Hard Court Championships 1954 Belfast, Irlanda Singolare - Doppio                | Audrey Clarke 6-1 6-1                                   | M. B. Clarke                              |               |                     |
| 15 maggio | Ulster Hard Court Championships 1954 Belfast, Irlanda Singolare - Doppio                | D. Willis E. Kirkpatrick 6-1 6-4                        | Wilson E. Young                           |               |                     |
| 15 maggio | Ulster Hard Court Championships 1954 Belfast, Irlanda Singolare - Doppio                | Doppio misto: A. Clarke Crooks 6-3 6-4                  | Wilson Cummings                           |               |                     |
| 16 maggio | Torneo Godò 1954 Barcellona, Spagna Singolare - Doppio                                  | Mela Ramirez 6-2 6-2                                    | Dorothy Watman Levine                     |               |                     |
| 16 maggio | Torneo Godò 1954 Barcellona, Spagna Singolare - Doppio                                  |                                                         |                                           |               |                     |
| 22 maggio | Sutton Coldfield Hard Court Championships 1954 Sutton, Gran Bretagna Singolare - Doppio | Shirley Bloomer-Brasher 6-2 3-6 6-2                     | Angela Buxton                             |               |                     |
| 22 maggio | Sutton Coldfield Hard Court Championships 1954 Sutton, Gran Bretagna Singolare - Doppio | Joy Mottram Helen Fletcher 7-5 6-4                      | Shirley Bloomer-Brasher Yola Ramírez      |               |                     |
| 22 maggio | Sutton Coldfield Hard Court Championships 1954 Sutton, Gran Bretagna Singolare - Doppio | Doppio misto: Joy Mottram TonyMottram 6-3 6-3           | Rosemary Bulleid Roger Becker             |               |                     |
| 29 maggio | Surrey Championships 1954 Surbiton, Gran Bretagna Singolare - Doppio                    | Doris Hart titolo condiviso (sospesa per pioggia)       | Shirley Fry                               |               |                     |
| 29 maggio | Surrey Championships 1954 Surbiton, Gran Bretagna Singolare - Doppio                    | Doris Hart Shirley Fry titolo condiviso                 | Valerie Lewis Jean Petchell               |               |                     |
| 30 maggio | Internazionali di Francia 1954 Parigi, Francia Singolare - Doppio                       | Maureen Connolly 6-4 6-1                                | Ginette Bucaille                          |               |                     |
| 30 maggio | Internazionali di Francia 1954 Parigi, Francia Singolare - Doppio                       | Maureen Connolly Brinker Nell Hall Hopman 7-5, 4-6, 6-0 | Maud Galtier Suzanne Schmitt              |               |                     |

## Giugno
| Settimana | Torneo                                                                          | Vincitore                                              | Finalista                          | Semifinalisti | Eliminati ai quarti |
| --------- | ------------------------------------------------------------------------------- | ------------------------------------------------------ | ---------------------------------- | ------------- | ------------------- |
| giugno    | Belgium International Championships 1954 Bruxelles, Belgio Singolare - Doppio   | Yola Ramírez 6-3 6-4                                   | Dorothy Levine                     |               |                     |
| giugno    | Belgium International Championships 1954 Bruxelles, Belgio Singolare - Doppio   |                                                        |                                    |               |                     |
| 5 giugno  | Torneo di Cheltenham 1954 Cheltenham, Gran Bretagna Singolare - Doppio          | Joan Curry 6-3 8-6                                     | Jennifer Middleton                 |               |                     |
| 5 giugno  | Torneo di Cheltenham 1954 Cheltenham, Gran Bretagna Singolare - Doppio          | Joan Curry Jennifer Middleton titolo condiviso         | Viola White M.M. Eyre              |               |                     |
| 5 giugno  | Northern Championships 1954 Manchester, Gran Bretagna Singolare - Doppio        | Maureen Connolly 6-3 6-2                               | Louise Brough                      |               |                     |
| 5 giugno  | Northern Championships 1954 Manchester, Gran Bretagna Singolare - Doppio        | Louise Brough Margaret duPont 4-6 6-4 6-4              | Doris Hart Shirley Fry             |               |                     |
| 5 giugno  | Torneo di Torquay 1954 Torquay, Gran Bretagna Singolare - Doppio                | Pat Ward-Hales 6-0 6-3                                 | Betsy Abbas                        |               |                     |
| 5 giugno  | Torneo di Torquay 1954 Torquay, Gran Bretagna Singolare - Doppio                | Pat Ward-Hales Betsy Abbas 2-6 6-2 7-5                 | Barbara Bradley Barbara Kimbrell   |               |                     |
| 5 giugno  | Torneo di Torquay 1954 Torquay, Gran Bretagna Singolare - Doppio                | Doppio misto: Barbara Kimbrell Basil Katz 6-3 9-11 7-5 | Joan Scott Malcolm Fox             |               |                     |
| 9 giugno  | The Priory 1954 Birmingham, Gran Bretagna Singolare - Doppio                    | Judy Burke titolo condiviso                            | Rosemary Walsh                     |               |                     |
| 9 giugno  | The Priory 1954 Birmingham, Gran Bretagna Singolare - Doppio                    | Rosemary Walsh Billie Woodgate Titolo condiviso        | Barbara Knapp Heather Cheadle      |               |                     |
| 12 giugno | West of England Championships 1954 Bristol, Gran Bretagna Singolare - Doppio    | Pat Ward-Hales titolo condiviso                        | Heather Brewer-Segal               |               |                     |
| 12 giugno | West of England Championships 1954 Bristol, Gran Bretagna Singolare - Doppio    |                                                        |                                    |               |                     |
| 14 giugno | Queensland Hard Courts Championships 1954 Mackay, Australia Singolare - Doppio  | Fay Muller 7-5 6-4                                     | Daphnee Seeney Fancutt             |               |                     |
| 14 giugno | Queensland Hard Courts Championships 1954 Mackay, Australia Singolare - Doppio  |                                                        |                                    |               |                     |
| 14 giugno | Torneo di Maryborough 1954 Maryborough, Australia Singolare - Doppio            | Greta Schultz 4-6 6-2 6-3                              | Paulsen                            |               |                     |
| 14 giugno | Torneo di Maryborough 1954 Maryborough, Australia Singolare - Doppio            |                                                        |                                    |               |                     |
| 14 giugno | Victorian Hard Court Championships 1954 Melbourne, Australia Singolare - Doppio | Jennifer Staley Hoad 6-2 6-4                           | Beverly Mance Rae                  |               |                     |
| 14 giugno | Victorian Hard Court Championships 1954 Melbourne, Australia Singolare - Doppio |                                                        |                                    |               |                     |
| 19 giugno | Queen's Club Championships 1954 Londra, Gran Bretagna Singolare - Doppio        | Louise Brough 6-1 6-4                                  | Shirley Fry                        |               |                     |
| 19 giugno | Queen's Club Championships 1954 Londra, Gran Bretagna Singolare - Doppio        | Louise Brough Margaret duPont 6-1 6-1                  | Barbara Kimbrell Baba Madden Lewis |               |                     |
| 19 giugno | Queen's Club Championships 1954 Londra, Gran Bretagna Singolare - Doppio        | Doppio misto: Maureen Connolly Lew Hoad 6-2 6-2        | Pat Ward-Hales Hal Burrows         |               |                     |
| 27 giugno | Torneo di Wynnum 1954 Wynnum, Australia Singolare - Doppio                      | Daphnee Seeney Fancutt 2-6 7-5 6-3                     | Fay Muller                         |               |                     |
| 27 giugno | Torneo di Wynnum 1954 Wynnum, Australia Singolare - Doppio                      |                                                        |                                    |               |                     |

## Luglio
| Settimana | Torneo                                                                                | Vincitore                                              | Finalista                                  | Semifinalisti | Eliminati ai quarti |
| --------- | ------------------------------------------------------------------------------------- | ------------------------------------------------------ | ------------------------------------------ | ------------- | ------------------- |
| luglio    | Natal Championships 1954 Durban, Sudafrica Singolare - Doppio                         | Dora Kilian-Shaw 4-6 6-3 6-3                           | Lucille van der Westhuizen                 |               |                     |
| luglio    | Natal Championships 1954 Durban, Sudafrica Singolare - Doppio                         |                                                        |                                            |               |                     |
| 2 luglio  | Torneo di Wimbledon 1954 Londra, Gran Bretagna Singolare - Doppio                     | Maureen Connolly 6-2, 7-5                              | Louise Brough Clapp                        |               |                     |
| 2 luglio  | Torneo di Wimbledon 1954 Londra, Gran Bretagna Singolare - Doppio                     | Louise Brough Margaret duPont 4-6, 9-7, 6-3            | Shirley Fry Doris Hart                     |               |                     |
| 5 luglio  | Tri-State Championships 1954 Cincinnati, USA Singolare - Doppio                       | Lois Felix 6-1 6-3                                     | Ethel Norton                               |               |                     |
| 5 luglio  | Tri-State Championships 1954 Cincinnati, USA Singolare - Doppio                       | Pat Stewart Ethel Norton 6-4 6-2                       | Julianna Copeland Sara Mae Turber          |               |                     |
| 10 luglio | Irish Championships 1954 Dublino, Irlanda Singolare - Doppio                          | Maureen Connolly 6-2 6-1                               | Ginette Bucaille                           |               |                     |
| 10 luglio | Irish Championships 1954 Dublino, Irlanda Singolare - Doppio                          | Maureen Connolly Nell Hopman 6-4 6-4                   | Betty Lombard Fitzgibbon                   |               |                     |
| 10 luglio | Irish Championships 1954 Dublino, Irlanda Singolare - Doppio                          | Doppio misto: Maureen Connolly Mervyn Rose 7-5 6-2     | Ginette Bucaille Neale Fraser              |               |                     |
| 10 luglio | Midland Counties Championships 1954 Birmingham, Gran Bretagna Singolare - Doppio      | Heather Brewer-Segal 6-3 3-6 6-4                       | Joan Curry                                 |               |                     |
| 10 luglio | Midland Counties Championships 1954 Birmingham, Gran Bretagna Singolare - Doppio      | Barbara Knapp Audrey Bilse 6-1 6-3                     | Newman Anne Shilcock                       |               |                     |
| 10 luglio | New York State Womens Championships 1954 Pelham Manor, USA Singolare - Doppio         | Althea Gibson 10-8 6-3                                 | Isabel Troccole                            |               |                     |
| 10 luglio | New York State Womens Championships 1954 Pelham Manor, USA Singolare - Doppio         | Isabel Troccole Norma Taubele Laidlaw 6-0 2-6 6-1      | Althea Gibson Joan Piken                   |               |                     |
| 11 luglio | Swedish International Hard Court Championships 1954 Båstad, Svezia Singolare - Doppio | Bibi Gullbrandsson 6-2 6-2                             | Milly Vagn-Nielsen                         |               |                     |
| 11 luglio | Swedish International Hard Court Championships 1954 Båstad, Svezia Singolare - Doppio | Mrs Arni Mrs Gustafsson 1-6 6-4 6-3                    | Bibi Gullbrandsson Mary Lageborg           |               |                     |
| 11 luglio | Swedish International Hard Court Championships 1954 Båstad, Svezia Singolare - Doppio | Doppio misto: Bibi Gulbrandsen Tony Trabert 6-3 6-3    | Lisa Gram Andersen Rex Hartwig             |               |                     |
| 17 luglio | Torneo di Frinton 1954 Frinton, Gran Bretagna Singolare - Doppio                      | Anne Shilcock 6-3 6-3                                  | Judy Burke                                 |               |                     |
| 17 luglio | Torneo di Frinton 1954 Frinton, Gran Bretagna Singolare - Doppio                      | Judy Burke Heather Robson titolo condiviso             | Marion Boundy Anne Shilcock                |               |                     |
| 17 luglio | Torneo di Frinton 1954 Frinton, Gran Bretagna Singolare - Doppio                      | Doppio misto: Judy Burke Mark Otway titolo condiviso   | Anne Shilcock John Barry                   |               |                     |
| 17 luglio | North of England Championships 1954 Hoylake, Gran Bretagna Singolare - Doppio         | Joan Curry 10-8 6-1                                    | Georgie Woodgate                           |               |                     |
| 17 luglio | North of England Championships 1954 Hoylake, Gran Bretagna Singolare - Doppio         | Joan Curry Billie Woodgate 6-4 7-5                     | Mary Harris Evelyn Attwood                 |               |                     |
| 17 luglio | US Clay Court Championships 1954 Illinois, USA Singolare - Doppio                     | Maureen Connolly 6-3 6-1                               | Doris Hart                                 |               |                     |
| 17 luglio | US Clay Court Championships 1954 Illinois, USA Singolare - Doppio                     | Maureen Connolly Doris Hart 6-3 6-2                    | Ethel Norton Althea Gibson                 |               |                     |
| 17 luglio | Welsh Championships 1954 Newport, Gran Bretagna Singolare - Doppio                    | Jenny Middleton titolo condiviso (sospesa per pioggia) | Sachiko Kamo                               |               |                     |
| 17 luglio | Welsh Championships 1954 Newport, Gran Bretagna Singolare - Doppio                    |                                                        |                                            |               |                     |
| 18 luglio | Swiss International Championships 1954 Gstaad, Svizzera Singolare - Doppio            | Viollete Von Alvensleben 6-1 6-3                       | Pat Ward-Hales                             |               |                     |
| 18 luglio | Swiss International Championships 1954 Gstaad, Svizzera Singolare - Doppio            | Pat Ward-Hales Arlette Halff 6-3 6-2                   | Viollete Von Alvensleben Baba Madden Lewis |               |                     |
| 18 luglio | Swiss International Championships 1954 Gstaad, Svizzera Singolare - Doppio            | Doppio misto: Pat Ward Lew Hoad 6-3 6-1                | Baba Madden Lewis Hugh Stewart             |               |                     |
| 25 luglio | South Queensland Championships 1954 Ipswich, Australia Singolare - Doppio             | Daphnee Seeney Fancutt 6-3 6-3                         | Fay Muller                                 |               |                     |
| 25 luglio | South Queensland Championships 1954 Ipswich, Australia Singolare - Doppio             |                                                        |                                            |               |                     |
| 25 luglio | Pennsylvania Lawn Tennis Championship 1954 Philadelphia, USA Singolare - Doppio       | Beverly Baker-Fleitz 6-4 2-6 8-6                       | Louise Brough                              |               |                     |
| 25 luglio | Pennsylvania Lawn Tennis Championship 1954 Philadelphia, USA Singolare - Doppio       | Louise Brough Margaret duPont 6-2 6-2                  | Bunny Vosters Betty Rosenquest Pratt       |               |                     |
| 25 luglio | Pennsylvania Lawn Tennis Championship 1954 Philadelphia, USA Singolare - Doppio       | Doppio misto: Louise Brough Straigh Clark 4-6 7-5 6-2  | Betty Rosenquest Pratt Ham Richardson      |               |                     |
| 25 luglio | Canadian Championships 1954 Toronto, Canada Singolare - Doppio                        | Karol Fageros 3-6 7-5 6-4                              | Ethel Norton                               |               |                     |
| 25 luglio | Canadian Championships 1954 Toronto, Canada Singolare - Doppio                        | Karol Fageros Ethel Norton 6-4, 6-1                    | Louise Brown Dorothy Hurst                 |               |                     |
| 25 luglio | Canadian Championships 1954 Toronto, Canada Singolare - Doppio                        | Doppio misto: Ethel Norton Dan Sullivan 2-6 6-4 6-4    | Karol Fageros Henri Rochon                 |               |                     |
| 31 luglio | Northumberland Championships 1954 Newcastle, Gran Bretagna Singolare - Doppio         | Jennifer Middleton 6-4 2-6 6-3                         | Shirley Bloomer-Brasher                    |               |                     |
| 31 luglio | Northumberland Championships 1954 Newcastle, Gran Bretagna Singolare - Doppio         | Shirley Bloomer-Brasher Marion Boundy 6-3 6-2          | Jennifer Middleton Diane Midgley           |               |                     |

## Agosto
| Settimana | Torneo                                                                          | Vincitore                                          | Finalista                        | Semifinalisti | Eliminati ai quarti |
| --------- | ------------------------------------------------------------------------------- | -------------------------------------------------- | -------------------------------- | ------------- | ------------------- |
| agosto    | Brumana International 1954 Brummana, Libano Singolare - Doppio                  | Erika Vollmer 4-6 6-4 6-3                          | Ginette Bucaille                 |               |                     |
| agosto    | Brumana International 1954 Brummana, Libano Singolare - Doppio                  | Erika Vollmer Inge Vogler 7-5 6-2                  | Ginette Bucaille Josefa de Riba  |               |                     |
| agosto    | Brumana International 1954 Brummana, Libano Singolare - Doppio                  | Doppio misto: Ginette Bucaille Francis Nys 6-1 6-4 | Inge Vogler Adel Ismail          |               |                     |
| 2 agosto  | Torneo di Ontario 1954 Ontario, Canada Singolare - Doppio                       | Karol Fageros                                      |                                  |               |                     |
| 2 agosto  | Torneo di Ontario 1954 Ontario, Canada Singolare - Doppio                       |                                                    |                                  |               |                     |
| 4 agosto  | Torneo di Ilkley 1954 Ilkley, Gran Bretagna Singolare - Doppio                  | Shirley Bloomer-Brasher 6-1 6-1                    | M. Gell                          |               |                     |
| 4 agosto  | Torneo di Ilkley 1954 Ilkley, Gran Bretagna Singolare - Doppio                  | Val Lewis Evelyn Moeller 6-1 6-2                   | F.B. Webb Heaton                 |               |                     |
| 7 agosto  | Torneo di Hull 1954 Hull, Gran Bretagna Singolare - Doppio                      | Shirley Bloomer-Brasher 7-5 6-2                    | Jean Petchell                    |               |                     |
| 7 agosto  | Torneo di Hull 1954 Hull, Gran Bretagna Singolare - Doppio                      | Shirley Bloomer-Brasher Val Pitt 7-5 5-7 6-4       | Lewis Jean Petchell              |               |                     |
| 8 agosto  | German Championships 1954 Amburgo, Germania Singolare - Doppio                  | Joy Mottram 2-6 7-5 6-2                            | Inge Pohmann                     |               |                     |
| 8 agosto  | German Championships 1954 Amburgo, Germania Singolare - Doppio                  | Joy Mottram Erika Vollmer 6-2 6-2                  | Pat Ward-Hales Joan Curry        |               |                     |
| 8 agosto  | German Championships 1954 Amburgo, Germania Singolare - Doppio                  | Doppio misto: Erika Vollmer Hugh Stewart 6-4 6-4   | Baba Madden Lewis Armando Vieira |               |                     |
| 8 agosto  | Eastern Grass Court Championships 1954 Orange, USA Singolare - Doppio           | Louise Brough 8-6 6-2                              | Margaret duPont                  |               |                     |
| 8 agosto  | Eastern Grass Court Championships 1954 Orange, USA Singolare - Doppio           | Louise Brough Margaret Osborne duPont 6-2 6-3      | Helen Fletcher Anne Shilcock     |               |                     |
| 14 agosto | Norfolk Championships 1954 Cromer, Gran Bretagna Singolare - Doppio             | Sheila Colebrooke 3-6 6-4 8-6                      | Ann Haydon Jones                 |               |                     |
| 14 agosto | Norfolk Championships 1954 Cromer, Gran Bretagna Singolare - Doppio             | Sheila Colebrooke Barbara Knapp 6-0 6-2            | Val Pitt J. Robertson            |               |                     |
| 14 agosto | Essex County Championships 1954 Essex, USA Singolare - Doppio                   | Betty Rosenquest Pratt 7-5 2-6 6-1                 | Barbara Scofield Davidson        |               |                     |
| 14 agosto | Essex County Championships 1954 Essex, USA Singolare - Doppio                   | Betty Rosenquest Pratt Shirley Fry 6-4 6-2         | Helen Fletcher Anne Shilcock     |               |                     |
| 14 agosto | East of England Championships 1954 Felixstowe, Gran Bretagna Singolare - Doppio | Shirley Bloomer-Brasher 6-3 6-1                    | Heather Robson                   |               |                     |
| 14 agosto | East of England Championships 1954 Felixstowe, Gran Bretagna Singolare - Doppio | Shirley Bloomer-Brasher Marion Boundy 3-6 6-4 6-4  | Heather Robson Anthea Gibb       |               |                     |
| 22 agosto | Torneo di Gympie 1954 Gympie, Australia Singolare - Doppio                      | Daphnee Seeney Fancutt 6-1 6-2                     | Fay Muller                       |               |                     |
| 22 agosto | Torneo di Gympie 1954 Gympie, Australia Singolare - Doppio                      |                                                    |                                  |               |                     |
| 29 agosto | Maidstone Invitation 1954 East Hampton, USA Singolare - Doppio                  | Louise Brough 6-4 6-4                              | Doris Hart                       |               |                     |
| 29 agosto | Maidstone Invitation 1954 East Hampton, USA Singolare - Doppio                  | Helen Fletcher Anne Shilcock 1-6 6-1 6-4           | Margaret Varner Ethel Norton     |               |                     |
| 29 agosto | Torneo di Roma 1954 Roma, Australia Singolare - Doppio                          | Doris Hart 6-4 6-4                                 | Daphnee Seeney Fancutt           |               |                     |
| 29 agosto | Torneo di Roma 1954 Roma, Australia Singolare - Doppio                          |                                                    |                                  |               |                     |
| 30 agosto | Istanbul International Championships 1954 Istanbul, Turchia Singolare - Doppio  | Inge Vogler 8-6 6-4                                | Josefa de Riba                   |               |                     |
| 30 agosto | Istanbul International Championships 1954 Istanbul, Turchia Singolare - Doppio  |                                                    |                                  |               |                     |

## Settembre
| Settimana    | Torneo                                                                                 | Vincitore                                                    | Finalista                             | Semifinalisti | Eliminati ai quarti |
| ------------ | -------------------------------------------------------------------------------------- | ------------------------------------------------------------ | ------------------------------------- | ------------- | ------------------- |
| 4 settembre  | Torneo di Lee-on-Solent 1954 Lee-on-Solent, Gran Bretagna Singolare - Doppio           | Shirley Bloomer-Brasher 6-0 6-1                              | Margot Parker                         |               |                     |
| 4 settembre  | Torneo di Lee-on-Solent 1954 Lee-on-Solent, Gran Bretagna Singolare - Doppio           | Margot Parker Billington 7-5 0-6 6-2                         | Shirley Bloomer-Brasher Mary Harris   |               |                     |
| 4 settembre  | Torneo di Lee-on-Solent 1954 Lee-on-Solent, Gran Bretagna Singolare - Doppio           | Doppio misto: Shirley Bloomer-Brasher F.J. Wallis 6-3 6-3    | Billington Henry Billington           |               |                     |
| 5 settembre  | Eastern Mediterranean Championships 1954 Atene, Grecia Singolare - Doppio              | Erika Vollmer 6-2 6-2                                        | Barbara Bradley                       |               |                     |
| 5 settembre  | Eastern Mediterranean Championships 1954 Atene, Grecia Singolare - Doppio              |                                                              |                                       |               |                     |
| 8 settembre  | Sydney Metropolitan Hard Court Championships 1954 Sydney, Australia Singolare - Doppio | Mary Carter-Reitano 2-6 6-3 6-2                              | Pat Parmenter                         |               |                     |
| 8 settembre  | Sydney Metropolitan Hard Court Championships 1954 Sydney, Australia Singolare - Doppio |                                                              |                                       |               |                     |
| 12 settembre | U.S. National Championships 1954 New York, USA Singolare - Doppio                      | Doris Hart 6-8, 6-1, 8-6                                     | Louise Brough Clapp                   |               |                     |
| 12 settembre | U.S. National Championships 1954 New York, USA Singolare - Doppio                      | Shirley Fry Doris Hart 6-4, 6-4                              | Louise Brough Margaret Osborne duPont |               |                     |
| 12 settembre | Brazilian National Championships 1954 San Paolo, Brasile Singolare - Doppio            | Maria Bueno 6-3 6-3                                          | Carmen Paz                            |               |                     |
| 12 settembre | Brazilian National Championships 1954 San Paolo, Brasile Singolare - Doppio            | Maria Bueno Ingrid Metzner 6-4 9-7                           | Paz H. Muller                         |               |                     |
| 14 settembre | South of England Championships 1954 Eastbourne, Gran Bretagna Singolare - Doppio       | Shirley Bloomer-Brasher 6-8 7-5 6-0                          | Pat Harrison                          |               |                     |
| 14 settembre | South of England Championships 1954 Eastbourne, Gran Bretagna Singolare - Doppio       | Shirley Bloomer-Brasher Pat Harrisonon 7-9 7-6 7-1           | Lorna Cawthorn Vera Dace Thomas       |               |                     |
| 14 settembre | South of England Championships 1954 Eastbourne, Gran Bretagna Singolare - Doppio       | Doppio misto: Sue Waters Geoff Paish 6-3 6-4                 | Marion Craig-Smith Gordon Forbes      |               |                     |
| 18 settembre | Southern Transvaal Championships 1954 Johannesburg, Sudafrica Singolare - Doppio       | Hazel Redick-Smith 6-2 6-0                                   | Dora Kilian-Shaw                      |               |                     |
| 18 settembre | Southern Transvaal Championships 1954 Johannesburg, Sudafrica Singolare - Doppio       | Dora Kilian-Shaw Lucille van der Westhuizen 6-4 2-6 6-3      | Gwendy Love Beryl Bartlett            |               |                     |
| 18 settembre | Southern Transvaal Championships 1954 Johannesburg, Sudafrica Singolare - Doppio       | Doppio misto: Hazel Redick-Smith Russell Seymour 7-5 2-6 6-4 | Beryl Bartlett Trevor Fancutt         |               |                     |
| 19 settembre | Yugoslavian International Championships 1954 Belgrado, Jugoslavia Singolare - Doppio   | Baba Madden Lewis 6-1 6-1                                    | Jennifer Middleton                    |               |                     |
| 19 settembre | Yugoslavian International Championships 1954 Belgrado, Jugoslavia Singolare - Doppio   |                                                              |                                       |               |                     |
| 21 settembre | Pacific Southwest Championships 1954 Los Angeles, USA Singolare - Doppio               | Louise Brough 6-3 4-6 6-1                                    | Barbara Breit                         |               |                     |
| 21 settembre | Pacific Southwest Championships 1954 Los Angeles, USA Singolare - Doppio               | Dorothy Bundy Cheney Julia Sampson 6-3 6-4                   | Louise Brough Darlene Hard            |               |                     |
| 29 settembre | Pacific Coast Championships 1954 San Francisco, USA Singolare - Doppio                 | Virginia Wolfenden Kovacs 9-7 6-1                            | Anne Shilcock                         |               |                     |
| 29 settembre | Pacific Coast Championships 1954 San Francisco, USA Singolare - Doppio                 | Pat Naud Nancy Wolfenden 6-2 6-3                             | Anne Shilcock Louise Snow Isaacs      |               |                     |
| 29 settembre | Pacific Coast Championships 1954 San Francisco, USA Singolare - Doppio                 | Doppio misto: Anne Shilcock Seth Peterson 6-3 2-6 7-5        | Pat Naud Stan Hack                    |               |                     |

## Ottobre
| Settimana  | Torneo                                                                                      | Vincitore                                               | Finalista                              | Semifinalisti | Eliminati ai quarti |
| ---------- | ------------------------------------------------------------------------------------------- | ------------------------------------------------------- | -------------------------------------- | ------------- | ------------------- |
| ottobre    | Orange Free State Championships 1954 Bloemfontein, Sudafrica Singolare - Doppio             | Mrs M. Smitt 6-3 9-11 6-2                               | Sandra Reynolds-Price                  |               |                     |
| ottobre    | Orange Free State Championships 1954 Bloemfontein, Sudafrica Singolare - Doppio             |                                                         |                                        |               |                     |
| ottobre    | Bermuda International Championships 1954 Hamilton, Bermuda Singolare - Doppio               | Heather Brewer-Segal 6-2 6-3                            | Katharine Hubbell                      |               |                     |
| ottobre    | Bermuda International Championships 1954 Hamilton, Bermuda Singolare - Doppio               | Katharine Hubbell J. Jones 7-5 6-2                      | Heather Brewer-Segal H. Nichols        |               |                     |
| 4 ottobre  | ACT Championships 1954 Canberra, Australia Singolare - Doppio                               | Kay Newcombe 6-3 6-2                                    | Moss                                   |               |                     |
| 4 ottobre  | ACT Championships 1954 Canberra, Australia Singolare - Doppio                               |                                                         |                                        |               |                     |
| 14 ottobre | Pan American International Championships 1954 Città del Messico, Messico Singolare - Doppio | Beverly Baker-Fleitz 7-5 8-6                            | Barbara Breit                          |               |                     |
| 14 ottobre | Pan American International Championships 1954 Città del Messico, Messico Singolare - Doppio | Darlene Hard Dorothy Bundy Cheney 2-6 7-5 6-1           | Maria Tapia de Roldan Martha Hernandez |               |                     |
| 16 ottobre | British Covered Court Championships 1954 Londra, Gran Bretagna Singolare - Doppio           | Angela Mortimer 6-2 6-3                                 | Shirley Bloomer-Brasher                |               |                     |
| 16 ottobre | British Covered Court Championships 1954 Londra, Gran Bretagna Singolare - Doppio           | Angela Mortimer Rosemary Bulleid 6-2 6-0                | Rosemary Walsh Billie Woodgate         |               |                     |
| 16 ottobre | British Covered Court Championships 1954 Londra, Gran Bretagna Singolare - Doppio           | Doppio misto: Doreen Spiers Mike Davies 6-2 6-4         | Pat Hird P.V.V. Sherwood               |               |                     |
| 23 ottobre | Sydney Metropolitan Grass Court Championships 1954 Sydney, Australia Singolare - Doppio     | Mary Carter-Reitano 2-6 6-3 6-3                         | Thelma Long                            |               |                     |
| 23 ottobre | Sydney Metropolitan Grass Court Championships 1954 Sydney, Australia Singolare - Doppio     | Beryl Penrose Collier Mary Bevis-Hawton 6-1 9-7         | Mary Carter-Reitano Barbara Warby      |               |                     |
| 23 ottobre | Sydney Metropolitan Grass Court Championships 1954 Sydney, Australia Singolare - Doppio     | Doppio misto: Thelma Long Malcolm Anderson 4-6 10-8 6-2 | Beryl Penrose Collier John Bromwich    |               |                     |
| 24 ottobre | South Coast Championships 1954 Southport, Australia Singolare - Doppio                      | Daphnee Seeney Fancutt 6-1 6-3                          | Shirley Lee                            |               |                     |
| 24 ottobre | South Coast Championships 1954 Southport, Australia Singolare - Doppio                      |                                                         |                                        |               |                     |

## Novembre
| Settimana   | Torneo                                                                                  | Vincitore                                             | Finalista                                | Semifinalisti | Eliminati ai quarti |
| ----------- | --------------------------------------------------------------------------------------- | ----------------------------------------------------- | ---------------------------------------- | ------------- | ------------------- |
| 4 novembre  | Rio de Janeiro Championships 1954 Rio de Janeiro, Brasile Singolare - Doppio            | Alicia Wright 6-2 3-6 6-1                             | Maria Helena de Amorim                   |               |                     |
| 4 novembre  | Rio de Janeiro Championships 1954 Rio de Janeiro, Brasile Singolare - Doppio            |                                                       |                                          |               |                     |
| 6 novembre  | Queensland Championships 1954 Brisbane, Australia Singolare - Doppio                    | Thelma Long 6-2 6-2                                   | Mary Carter-Reitano                      |               |                     |
| 6 novembre  | Queensland Championships 1954 Brisbane, Australia Singolare - Doppio                    | Mary Bevis-Hawton Beryl Penrose Collier 7-5 6-2       | Mary Carter-Reitano Jennifer Staley Hoad |               |                     |
| 6 novembre  | Queensland Championships 1954 Brisbane, Australia Singolare - Doppio                    | Doppio misto: Thelma Long George Worthington 6-1 8-6  | Mary Bevis-Hawton Don Candy              |               |                     |
| 6 novembre  | Palace Hotel Covered Court Championships 1954 Torquay, Gran Bretagna Singolare - Doppio | Angela Mortimer 6-2 6-1                               | Shirley Bloomer-Brasher                  |               |                     |
| 6 novembre  | Palace Hotel Covered Court Championships 1954 Torquay, Gran Bretagna Singolare - Doppio | Shirley Bloomer-Brasher Angela Buxton 7-5 10-8        | Helen Fletcher Georgie Woodgate          |               |                     |
| 6 novembre  | Palace Hotel Covered Court Championships 1954 Torquay, Gran Bretagna Singolare - Doppio | Doppio misto: Heather MacFarlane Billy Knight 6-2 6-4 | Lorna Cawthorn Mike Davies               |               |                     |
| 12 novembre | Sao Paulo Championships 1954 San Paolo, Brasile Singolare - Doppio                      | Silvana Lazzarino 7-5 6-1                             | Maria Bueno                              |               |                     |
| 12 novembre | Sao Paulo Championships 1954 San Paolo, Brasile Singolare - Doppio                      |                                                       |                                          |               |                     |
| 22 novembre | New South Wales Championships 1954 Sydney, Australia Singolare - Doppio                 | Beryl Penrose Collier 6-0 1-6 6-3                     | Jennifer Staley Hoad                     |               |                     |
| 22 novembre | New South Wales Championships 1954 Sydney, Australia Singolare - Doppio                 | Mary Carter-Reitano Jennifer Staley Hoad 6-3 8-6      | Mary Bevis-Hawton Beryl Penrose Collier  |               |                     |
| 22 novembre | New South Wales Championships 1954 Sydney, Australia Singolare - Doppio                 | Doppio misto: Thelma Long George Worthington 6-2 6-0  | Mary Bevis-Hawton Don Candy              |               |                     |

## Dicembre
| Settimana   | Torneo                                                                           | Vincitore                                              | Finalista                                | Semifinalisti | Eliminati ai quarti |
| ----------- | -------------------------------------------------------------------------------- | ------------------------------------------------------ | ---------------------------------------- | ------------- | ------------------- |
| dicembre    | Eastern Province Championships 1954 Port Elizabeth, Sudafrica Singolare - Doppio | Dora Kilian-Shaw 6-2 2-6 6-2                           | Yvonne Vermaak                           |               |                     |
| dicembre    | Eastern Province Championships 1954 Port Elizabeth, Sudafrica Singolare - Doppio |                                                        |                                          |               |                     |
| 2 dicembre  | South American Championships 1954 Buenos Aires, Argentina Singolare - Doppio     | Silvana Lazzarino 8-6 6-2                              | Edda Buding                              |               |                     |
| 2 dicembre  | South American Championships 1954 Buenos Aires, Argentina Singolare - Doppio     | Silvana Lazzarino D. de Cristiani 6-3 3-6 6-1          | Edda Buding Ilse Buding                  |               |                     |
| 2 dicembre  | South American Championships 1954 Buenos Aires, Argentina Singolare - Doppio     | Doppio misto: Edda Buding Hugh Stewart 8-6 6-3         | Silvana Lazzarino Nicola Pietrangeli     |               |                     |
| 4 dicembre  | Victorian Championships 1954 Melbourne, Australia Singolare - Doppio             | Thelma Long 4-6 7-5 6-2                                | Jennifer Staley Hoad                     |               |                     |
| 4 dicembre  | Victorian Championships 1954 Melbourne, Australia Singolare - Doppio             | Mary Bevis-Hawton Beryl Penrose Collier 7-5 6-0        | Jennifer Staley Hoad Mary Carter-Reitano |               |                     |
| 12 dicembre | US Hard Court Championships 1954 La Jolla, USA Singolare - Doppio                | Beverly Baker-Fleitz 6-1 6-3                           | Barbara Green                            |               |                     |
| 12 dicembre | US Hard Court Championships 1954 La Jolla, USA Singolare - Doppio                | Dorothy Bundy Cheney Darlene Hard 5-7 7-5 6-0          | Pat Canning Todd Mary Arnold Prentiss    |               |                     |
| 12 dicembre | US Hard Court Championships 1954 La Jolla, USA Singolare - Doppio                | Doppio misto: Pat Canning Todd Bill Crosby 6-1 6-8 6-0 | Darlene Hard George Druliner             |               |                     |
| 28 dicembre | Geelong Christmas Tournament 1954 Geelong, Australia Singolare - Doppio          | Lorraine Coghlan Robinson 6-2 6-3                      | Mrs M. Smith                             |               |                     |
| 28 dicembre | Geelong Christmas Tournament 1954 Geelong, Australia Singolare - Doppio          |                                                        |                                          |               |                     |